# Oier Goia
Oier Goia Iriberri (Idiazábal, Guipúzcoa, 16 de agosto de 1995) es un jugador español de rugby que se desempeña como tercera línea y que juega para el club AMPO Ordizia de la División de Honor. 
Es hermano del también jugador de rugby Julen Goia, que se desempeña como ala en el mismo club, el AMPO Ordizia. 
Es internacional por la Selección Española, en la que acumula 5 caps.